# Dujiangyan
Dujiangyan (都江堰市S, DūjiāngyànP) è una città-contea della Cina, situata nella provincia di Sichuan e amministrata dalla città sub-provinciale di Chengdu.